# Akershus
La contea di Akershus (Akershus fylke in norvegese) è una contea norvegese situata nel sud-est del paese. Confina con le contee di Innlandet, Buskerud, Oslo e Østfold. Confina anche, per un breve tratto, con la contea svedese di Värmland. Dal 1º gennaio 2020 al 31 dicembre 2023 ha fatto parte della contea di Viken. Akershus costituisce anche una regione tradizionale e collegio elettorale norvegese.

## Informazioni generali
Akershus è la seconda contea per popolazione dopo quella di Oslo. La capitale è Oslo: la città non ne fa parte, ma molte sue periferie sì. Essa prendeva il nome dall'omonima fortezza, eretta in difesa di Oslo. Lo stemma, risalente al 1987, mostra una gabbia della fortezza di Akershus.
Akershus divenne feudo nel XVI secolo e includeva anche le contee di Hedmark, Oppland, Buskerud e Oslo, nonché i comuni di Askim, Eidsberg e Trøgstad nella contea di Østfold. Nel 1662, Akershus divenne un amt e nel 1685 Buskerud fu separato da Akershus e divenne un amt. Nel 1768, anche Hedmark e Oppland furono separati da Akershus per diventare Oplandenes amt, e Askim, Eidsberg e Trøgstad furono trasferiti a Østfold. 
Nel 1842, anche la città di Christiania (Oslo) divenne un amt separato. Nel 1919, il termine amt fu nuovamente cambiato in fylke (contea). Nel 1948, Aker, il comune più grande e popoloso di Akershus, fu trasferito nella contea di Oslo. La contea, dopo il 1948, era costituita da due regioni differenti, una ad est ed una ad ovest di Oslo. La regione occidentale, più piccola, comprendeva solo i comuni di Asker e Bærum. La parte orientale era più vasta, e corrisponde agli antichi territori di Follo e Romerike. L'Akershus include anche una parte del lago Mjøsa.
La contea comprende il sito storico di Eidsvoll, a 48 chilometri a nord di Oslo: vi fu ratificata la costituzione norvegese del 1814. D'altro canto le terre ereditarie dell'erede al trono si trovano a Asker. A sud di Eidsvoll si trova l'Aeroporto di Oslo-Gardermoen. Le principali linee ferroviarie norvegesi, che collegano Oslo al resto del paese, attraversavano la contea da un capo all'altro. La contea era inoltre attraversata dalle strade europee E6, E16 ed E18.

## Comuni

Comuni di Akershus

La contea di Akershus comprende i seguenti 21 comuni:
1. Asker
2. Aurskog-Høland
3. Bærum
4. Eidsvoll
5. Enebakk
6. Frogn
7. Gjerdrum
8. Hurdal
9. Jevnaker
10. Lillestrøm
11. Lørenskog
12. Lunner
13. Nannestad
14. Nes
15. Nesodden
16. Nittedal
17. Nordre Follo
18. Rælingen
19. Ullensaker
20. Vestby
21. Ås

## Popolazione
| Storico della popolazione  | Storico della popolazione | Storico della popolazione |
| Anno                       | Pop.                      | ±%                        |
| -------------------------- | ------------------------- | ------------------------- |
| 1951                       | 183,116                   | —                         |
| 1961                       | 234,323                   | +28.0%                    |
| 1971                       | 324,390                   | +38.4%                    |
| 1981                       | 369,193                   | +13.8%                    |
| 1991                       | 418,114                   | +13.3%                    |
| 2001                       | 471,988                   | +12.9%                    |
| 2011                       | 545,653                   | +15.6%                    |
| 2018                       | 614,026                   | +12.5%                    |
| Source: Statistics Norway. |                           |                           |